# وادي الضمو
وادي الضمو هو أحد الوديان الكبيرة التي تمر سيولها في محافظة المجاردة، جنوب المملكة العربية السعودية يبدأ هذا الوادي من بطحة بني حسين ماراً بقبيلة آل صميد، وآل كميت وآل شغيب، ثم يمر من محافظة المجاردة، ويجتمع مع مجموعة من الأودية الأخرى والتي تصب في النهاية في البحر الأحمر. يشتهر وادي الضمو بوجود البحطاء الناعمة وبكثرة نبات المرخ، وتوجد كثير من المزارع على ضفتي وادي الضمو، والتي تعتمد على مياه الأمطار في ريها، ويبلغ طول وادي الضمو حوالي 2000 متر، وقد حظي وادي الضمو بمشروع سفلتة عام 1432 هـ.